# Stepen riska
Stepen riska (russisk: Степень риска) er en sovjetisk spillefilm fra 1968 af Ilja Averbakh.

## Medvirkende
- Boris Livanov som Sedov
- Innokentij Smoktunovskij som Sasja
- Alla Demidova som Zjenja
- Ljudmila Arinina som Marija Aleksandrovna
- Jurij Grebensjjikov som Oleg